# 新恐龍
新恐龍：如果恐龍沒有滅絕的假想圖鑑（英語：The New Dinosaurs: An Alternative Evolution），是蘇格蘭地質學家道格爾．狄克森（Dougal Dixon）的著作，出版於1988年。書中描述了白堊紀﹣古近紀滅絕事件從未出現的平行世界，在那裡非鳥恐龍和其他中生代動物在6600萬年之間進化並生存至今。

## 摘要
書中描述了白堊紀﹣古近紀滅絕事件從未出現的平行世界，介紹超過六十種的生物。其中有樹棲的虛骨龍類後代樹棲龍類（arbrosaurs）與鴨嘴龍科的後代短跑龍類（sprintosaurs）。

## 生物

新恐龍描述了由虛構的白堊紀生物後代所組成的生物地理分布區

### 衣索比亞界

#### 熱帶雨林
- 食蜂龍（Vespaphaga parma）
- 樹跳龍（Arbrosaurus bernardi ）

#### 稀樹草原
- 朗克龍（Herbafagus longicollum）
- 弗拉普龍（Vexillala robusta）

#### 沙漠
- 潛沙龍（Fususaurus foderus）
- 蛇龍（Vermisaurus perdebracchius）

#### 離島
- 阿貝力羅德斯龍（Megalosaurus modernus）
- 泰坦巨龍（Altosaurus maximus ）

#### 海洋島嶼群
- 小阿貝力羅德斯龍（Megalosaurus nanus）
- 小泰坦巨龍（Virgultasaurus minimus）

### 古北界

#### 落葉林-混合林
- 蟻龍（Formisaura delacasa ）
- 布里凱特龍（Rubusaurus petasus）
- 茲維姆獸（Naremys platycaudus）

#### 針葉林
- 松毬龍（Strobofagus borealis）
- 金克斯龍（Insinuosaurus strobofagoforme ）

#### 凍原-高山帶
- 長毛鴕（Gravornis borealis）
- 搖擺鷸（Adescator rotundus）

#### 乾草原-草原
- 塔蘭特龍（Herbasaurus armatus）

#### 沙漠-沙漠灌叢
- 戴巴力魯龍（Harenacurrerus velocipes）

### 新北界

#### 大草原
- 短跑龍類（Sprintosaur,Family Sprintosauridae）
- 北爪龍（Monuncus cursus ）
- 獨角龍（Monocornus occidentalis）

#### 凍原-高山帶
- 巴拉克拉瓦龍（Nivesaurus yetiforme）
- 山躍龍（Montanus saltus）

#### 混和林-濕地
- 圈套龍（Necrosimulacrum avilaqueum ）
- 施伏特龍（Pterocolum rubicundum）

#### 落葉林-混和林
- 啄木龍（Picusaurus terebradens）
- 樹襲龍（Raminsidius jacksoni）
- 長腳龍（Currerus elegans）

### 新熱帶界

#### 熱帶雨林
- 穿山龍（Filarmura tuburostra）
- 水吞龍（Fluvisaurus hauristus）
- 金普龍（Melexsorbius parvus）
- 鱗翅龍（Pennasaurus volans）

#### 彭巴草原
- 甲殼龍（Turotosaurus armatus）
- 長鼻龍（Elephasaurus giganteus）
- 刀齒龍（Caedosaurus gladiadens）
- 格魯曼龍（Ganeosaurus tardus ）

#### 安地斯山脈
- 迪普龍（Harundosaurus montanus）
- 哈里丹龍（Harpyia latala）

### 東洋界

#### 稀樹草原
- 拉賈潘龍（Gregisaurus titanops）

#### 荒原-山岳
- 哈努漢龍（Grimposaurus pernipes）
- 塔迪龍（Multipollex moffati ）

#### 熱帶雨林-山岳
- 鐵頭龍（Sphaeracephalus riparus）

#### 熱帶雨林
- 樹蛇龍（Arbroserperus longus）
- 弗拉里特龍（Labisaurus alatus）

#### 沼澤
- 傘龍（Umbrala solitara）
- 格拉卜龍（Lutasaurus anacrusus）

### 澳新界

#### 稀樹草原
- 庫力布拉姆龍 （Cribrusaurus rubicundus ）
- 袋龍（Saccosaurus spp.）

#### 沙漠
- 瓜瓦納龍（Gryllusaurus flavus）
- 丁格姆龍（Velludorsum venenum）

#### 森林
- 裂紋喙龍（Fortirostrum fructiphagum）
- 塔布龍（Pigescandens robustus）

#### 島嶼
- 庫倫龍（Perdalus rufus ）
- 溫德爾龍（Pervagarus altus）

#### 島嶼沿岸
- 椰爪菊石（Nuctoceras litureperus）
- 岸奔龍（Brevalus insularis）

### 海洋

#### 海濱
- 翔龍（Cicollum angustalum）
- 潛龍（Pinala fusiforme）

#### 溫帶海洋
- 沃克龍（Insulasaurus oceanus）
- 掠鳥龍（Raperasaurus velocipinnus）

#### 外海
- 沛羅拉斯龍（Piscisaurus sicamalus）
- 克拉肯（Giganticeras fluitarus）

## 版本

### 中文版
《新恐龍：如果恐龍沒有滅絕的假想圖鑑》（日语：新恐竜絶滅しなかった恐竜の図鑑児童書版）ISBN 9789865114114 （繁中）譯者：陳姵君

### 日文版
- 《新恐竜 -進化し続けた恐竜たちの世界-》ISBN 4478860505（新装版：ダイヤモンド社、監修：疋田努、譯者：土屋晶子）
- 《新恐竜 -絶滅しなかった恐竜の図鑑-》ISBN 4900416509（舊版：太田出版、譯者：楠田枝里子）
- 《新恐竜 絶滅しなかった恐竜の図鑑》ISBN 9784052048111(兒童書版:学研出版、譯者:増川玄哉)

### 漫畫版
- 《マンガ版新恐竜》。小川隆章作畫。双葉社，全9話。2007年8月7日-2009年1月6日在漫畫ACTION上連載。